# Universidad de Evansville
La Universidad de Evansville (UE) es una pequeña universidad privada con aproximadamente 3.050 estudiantes ubicados en Evansville, Indiana. Fue fundada en 1854 bajo el nombre de Moores Hill College, se encontraba cerca de la intersección de la autopista de Lloyd y EE. UU. Ruta 41.
Está afiliada con la Iglesia Metodista Unida. Cuenta con un campus satélite, el Harlaxton College, en Grantham, Inglaterra. Los equipos deportivos de la universidad participan en la NCAA División I de atletismo como miembros de la Conferencia del Valle de Misuri. La Universidad de Evansville es reconocida a nivel nacional por su teatro y los departamentos de terapia física. La Universidad de Evansville también publica exclusivamente libros y antologías de la poesía formal, incluyendo un ganador anual de su Premio Richard Wilbur.